# Infraphulia madeleinea
Infraphulia madeleinea is een vlindersoort uit de familie van de Pieridae (witjes), onderfamilie Pierinae.
Infraphulia madeleinea werd in 1977 beschreven door Field & Herrera.